# Thomisus boesenbergi
Thomisus boesenbergi är en spindelart som beskrevs av Lenz 1891. Thomisus boesenbergi ingår i släktet Thomisus och familjen krabbspindlar.
Artens utbredningsområde är Madagaskar. Inga underarter finns listade i Catalogue of Life.